# Stades des thymomes
Les stades d'extension des thymomes sont caractérisés par le degré d'envahissement, local et à distance, de la tumeur. La stadification des thymomes est rendue complexe par la variabilité morphologique de ces tumeurs, et a donné source à de nombreuses classifications sans consensus international.

## Classifications non TNM
La stadification des thymomes la plus couramment utilisée n'est pas de type TNM comme pour la majorité des tumeurs solides. En raison de la grande variabilité morphologique des thymomes, la stadification, comme la classification histologique, a fait et fait encore débat dans la communauté médicale et plusieurs stadifications ont été utilisées simultanément dans le monde.

### Premières classifications
La première tentative de classification en stades évolutifs des tumeurs thymiques remonte à 1978 par . Elle établissait trois stades, selon le niveau d'envahissement local par la tumeur. Ce système fut légèrement modifié l'année suivante par l'équipe du Massachusetts General Hospital. Ces deux classifications furent critiquées pour leur manque de précision concernant l'envahissement des organes adjacents et la dissémination intrathoracique ou à distance.

### Classification de Masaoka
C'est en 1981 que le chirurgien japonais Akira Masaoka développa la classification qui porte son nom et fut très largement utilisée. Il s'agit d'une stadification davantage clinique que microscopique. Cette classification a été la première dont le stade était corrélé à la survie.
La classification de Masaoka a été modifiée en 1994 et est devenue la classification de Masaoka-Koga , qui est la plus utilisée aujourd'hui dans le monde:
- stade I : tumeur complètement encapsulée, macroscopiquement et microscopiquement
- stade II :
  - stade IIa : invasion transcapsulaire microscopique
  - stade IIb : envahissement macroscopique de la capsule ou du tissu adipeux au contact, ou contact macroscopique à la plèvre médiastinale ou au péricarde sans rupture de ceux-ci
- stade III : envahissement macroscopique d'organes voisins (péricarde, poumon, gros vaisseaux)
- stade IV :
  - stade IVa : dissémination pleurale ou péricardique
  - stade IVb : métastases ganglionnaires ou à distance

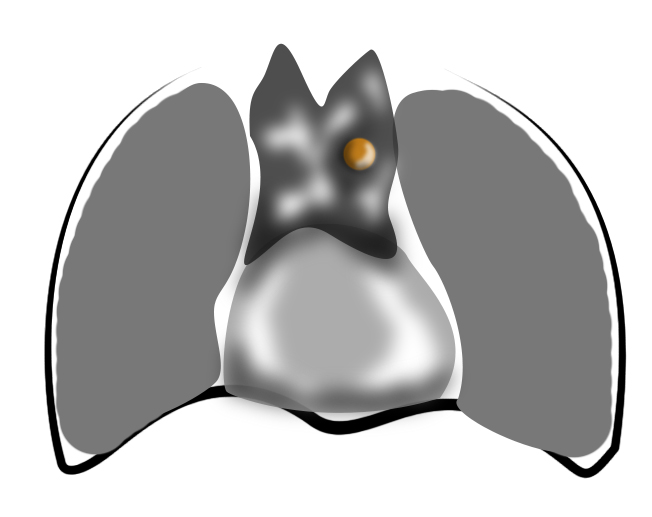
Stade I de Masaoka-Koga : tumeur encapsulée.
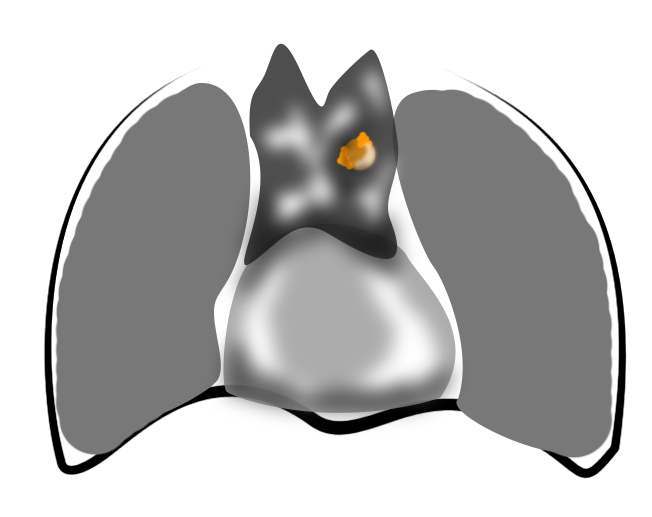
Stade II de Masaoka-Koga : envahissement de la graisse adjacente.
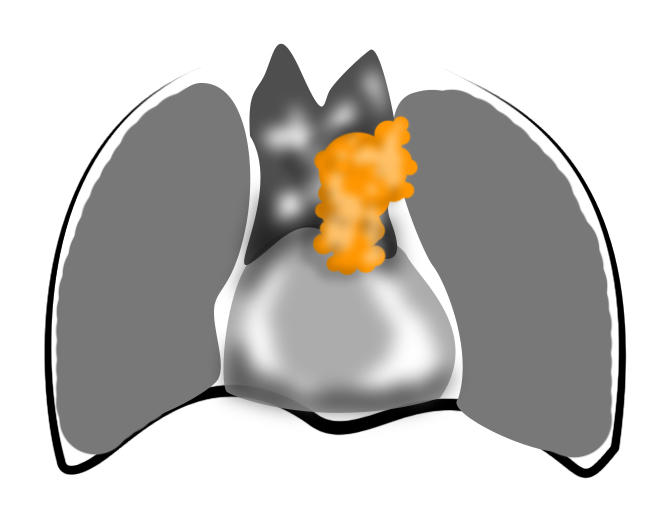
Stade III de Masaoka-Koga : envahissement de contigüité des organes adjacents.
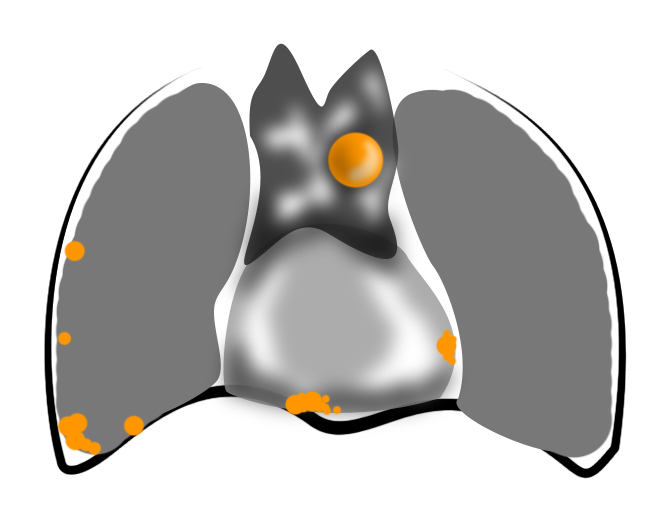
Stade IVa de Masaoka-Koga : dissémination pleurale ou péricardique.

Bien que la classification de Masaoka-Koga soit toujours considérée comme la plus adaptée, elle a été critiquée sur plusieurs points, et notamment la corrélation entre aspect clinique et aspect microscopique. Tout d'abord, pour certains, le stade IIb mélange abusivement un envahissement microscopique avéré des organes de voisinage et un simple contact sans envahissement, le contact sans rupture étant par ailleurs difficile à identifier sur le plan anatomopathologique. Il existe également une ambiguïté entre le stade III et le stade IVa, notamment sur ce qui doit être considéré ou non comme une dissémination pleurale ou péricardique. Enfin, la classification de Masaoka n'est pas utilisable pour les carcinomes thymiques,.

## Classifications TNM

### Premières tentatives
Afin de tenter de remédier à ce problème, une classification de type TNM a été proposée en 1991, principalement à destinée des carcinomes thymiques :
- T (tumeur) :
  - T1 : tumeur complètement encapsulée, macroscopiquement et microscopiquement
  -  T2 : adhérences macroscopiques ou envahissement microscopique des tissus graisseux environnants ou de la plèvre médiastinale, ou envahissement microscopique de la capsule
  -  T3 : envahissement des organes avoisinants (péricarde, gros vaisseaux, poumons)
  - T4 : dissémination pleurale ou péricardique
- N (envahissement ganglionnaire régional) :
  - N0 : pas d'envahissement ganglionnaire
  - N1 : atteinte des chaînes lymphatiques thoraciques antérieures
  - N2 : atteinte des autres chaînes lymphatiques intrathoraciques
  - N3 : atteinte de chaînes lymphatiques extrathoraciques
- M (métastases à distance) :
  - M0 : pas de métastase à distance
  - M1 : présence de métastases à distance, sauf plèvre et péricarde

Une stadification OMS découle de la classification TNM  :
- stade I : T1 N0 M0
- stade II :T2 N0 M0
- stade III : T3 N0 M0
- stade IV :
  - stade IVa : T4 N0 M0
  - stade IVb : tout N1, N2 ou N3 et tout M1

Bien que des études de validation avaient confirmé un très bon caractère prédictif de cette stadification OMS pour le pronostic des tumeurs épithéliales thymiques, y compris les carcinomes thymiques, les études plus récentes ont invalidé son caractère pronostic pour les carcinomes thymiques,. Une classification spécifique aux carcinomes thymiques a donc été introduite en 1994.
En 2005, une nouvelle classification TNM a été proposée afin de remplacer la classification de Masaoka, qui malgré ses défauts demeure très largement utilisée aux dépens de la classification TNM de 1991. Elle reprend les grandes lignes de la classification de 1991, mais en précisant davantage la localisation des ganglions lymphatiques envahis pour le N, et en transformant la dissémination péricardique en M1, ce qui permet de mieux répartir les envahissements locaux importants entre les grades T3 et T4. Afin de mieux évaluer le caractère pronostic de la qualité du traitement chirurgical, les notations R0, R1 et R2 ont été ajoutées et correspondent respectivement à une résection complète, une résection complète visuellement mais où les berges de la pièce opératoire sont envahies microscopiquement, et une résection visuellement incomplète correspondant à une chirurgie de réduction de volume (« debulking »). Cette classification est demeurée en cours de validation et n'a jamais été largement utilisée afin de guider les traitements.

### Classification du groupe ITMIG
En 2014, le groupe ITMIG et l'Association Internationale pour l'Étude du Cancer du Poumon (International Association for the Study of Lung Cancer, IASLC) ont mis en place une nouvelle classification TNM. Pour la première fois, et grâce à la mise en place d'un registre international, un grand nombre de dossiers de patients du monde entier a pu être étudié, permettant une analyse statistique plus fine. En effet, la classification de Bergh (1978) était issue de l'étude de 43 patients, celle du Massachusetts General Hospital de 103 patients ; 93 pour Masaoka et 79 pour Koga . La classification TNM de 1991 était basée sur 107 patients. La raison principale de ce faible nombre de patients est la rareté des thymomes, et c'est la limite des classifications anciennes. Les thymomes présentent en effet une grande variabilité clinique et histologique, qui se reflète dans l'inadéquation partielle de certains aspects de ces classifications. Pour ces raisons, aucune classification n'avait été adoptée sur le plan international, chaque société savante émettant ses propres recommandations basées sur la classification qu'elles estimaient correspondre le plus à leur population de patients.
La base de données utilisée pour l'établissement de la classification de l'ITMIG a compilé les dossiers de 1808 patients issus de 105 centres à travers le monde, et redéfinit les stades de la manière suivante, :
- T (tumeur) :
  - T1 : tumeur localisée au thymus et à la graisse médiastinale antérieure, indépendamment de l'envahissement capsulaire, et comprenant au maximum l'envahissement de la plèvre médiastinale
  -  T2 : envahissement du péricarde
  -  T3 : envahissement des organes avoisinants (péricarde, tronc veineux brachiocéphalique, veine cave supérieure, paroi thoracique, poumons, nerfs phréniques)
  -  T4 : envahissement des structures centrales du médiastin : crosse de l'aorte et troncs supra-aortiques, myocarde, trachée, œsophage
- N (envahissement ganglionnaire régional) :
  - N0 : pas d'envahissement ganglionnaire
  - N1 : atteinte des chaînes ganglionnaires médiastinales antérieures
  - N2 : atteinte des chaînes ganglionnaires médiastinales profondes
- M (métastases) :
  - M0 : pas de métastase
  - M1 :
    - M1a : nodules pleuraux ou péricardiques
    - M1b : nodules pulmonaires ou métastases à distance[Note 1],[18]

Les aires ganglionnaires intéressant le critère N ont longtemps mal définies, car il n'existe pas de classification anatomique précise des chaînes ganglionnaires du médiastin antérieur. Le groupe ITMIG en a donc entrepris une cartographie afin de délimiter des loges précises. L'étude s'est basée tant sur les travaux anatomiques déjà réalisés que sur les données des classifications TNM précédentes, afin de déterminer les bornes de deux loges, antérieure et profonde.